# Lacul Winnipeg
Lacul Winnipeg (engleză Lake Winnipeg) este cel mai mare lac din provincia canadiană Manitoba, fiind al treilea lac după mărime în Canada și pe locul 15 după mărime în lume. Scurgerea lacului în golful Hudson se face prin râul Nelson care are obârșia în regiunea de nord a lacului.

## Istoric
Regiunea lacului a fost locuită de om deja cu mii de ani în urmă . Numele lui wīnipēk provine din limba amerindienilor din tribul Cree și înseamnă apă cu nămol. Lacul a fost descoperit de europeni probabil prin anul 1690, ei au aparținut companiei britanice Hudson’s Bay Company.

## Date geografice
Lacul are o lungime de 438 km, și o suprafață de 24.420 km², el fiind situat pe platoul canadian central. Clima regiunii este temperată, care însă, este influențată de curentul rece venit din regiunile arctice din nord. Mai ales țărmul de vest al lacului este împădurit, în sud fiind regiuni întinse de prerie și terenuri agricole cultivate cu cereale.
Din punct de vedere geologic lacul provine dintr-un lac preistoric numit Agassiz situat în regiunea centrală din America de Nord și care era mai mare decât toate lacurile mari din America de Nord luate împreună. Acest lac preistoric provenea din apa topită a ghețarilor din ultima perioadă de glaciațiune. După o perioadă de câteva mii de ani nivelul lacului preistoric va scădea rezultând lacurile actuale din America de Nord. Lacul Winnipeg care este situat la altitudinea de 216 m deasupra n.m. are o adâncime relativ mică, atingând pe unele locuri 18 m adâncime. 
În lac se află insule numeroase, printre cele mai mari enumerate de la sud spre nord fiind Hecla, Black, Berens și Reindeer. Principalele râuri care se varsă în lac sunt, Red River of the North, Saskatchewan River și Winnipeg River, aceștia au un bazin de colectare de 984.200 km².
La ieșirea de scurgere din lac se află hidrocentrala „Jenpeg Generating Station” care a fost construit între anii 1972-1979.